# Nelson de Matos
Nelson de Matos (25 de Novembro de 1945 - Lisboa, 8 de Junho de 2025) foi um editor literário português, que se destacou pela carreira principalmente nas Publicações Dom Quixote.

## Biografia
Nelson de Matos nasceu no dia 25 de Novembro de 1945. Iniciou a sua carreira na comunicação social na década de 1960, nos periódicos Notícias da Amadora, República e Diário de Lisboa. Em 1974 empregou-se na empresa Arcádia como responsável editorial na Arcádia, tendo depois estado na Moraes Editores entre 1976 e 1980, onde manteve a profissão de editor entre 1976 e 1980, acumulando com o cargo de administrador por parte do governo, através do Instituto das Participações do Estado.
O seu principal contributo como editor literário foi nas Publicações Dom Quixote, tendo sido responsável pelo desenvolvimento do legado da sua fundadora, a editora Snu Abecassis. O escritor Manuel Alberto Valente explicou ao Diário de Notícias que «uma das condições que foi posta pela família da Snu quando ele ficou com a Dom Quixote, foi que ele não desvirtuasse o caminho que ela tinha trilhado. E ele não só não o desvirtuou, como o enriqueceu profundamente. A Dom Quixote, em poucos anos, nesses anos 1980, tornou-se a editora dos grandes nomes da literatura portuguesa de hoje. Foi editor da Lídia Jorge, do João de Melo, do António Lobo Antunes, do José Cardoso Pires. Enfim, a lista seria infindável dos autores portugueses com que ele rapidamente enriqueceu o catálogo da Dom Quixote». Segundo o escritor, este processo acabou por «dar azo a que depois nós, em conjunto com ele, abríssemos o catálogo da Dom Quixote aos grandes nomes da literatura universal, que ainda hoje estão no catálogo da Dom Quixote, como o Milan Kundera, o Salman Rushdie, etc.». Esteve à frente daquela empresa durante cerca de 26 anos, até à sua aquisição por parte do grupo espanhol Editorial Planeta em 2004. Trabalhou depois para a companhia Ambar entre 2005 e 2007, ano em que fundou as Edições Nelson de Matos. Sobre esta empresa, Manuel Alberto Valente explicou que «foi sempre uma editora muito pequena, foi uma forma de ele continuar o seu prazer de editor». O primeiro livro publicado sob a sua chancela foi Lavagante, de José Cardoso Pires, tendo então Nelson de Matos comentado à Agência Lusa que «Simbolicamente quis iniciar a editora com um inédito de um grande autor e homenageá-lo nos dez anos da sua morte». Foi também co-responsável pela fundação da revista e editora & Etc, e entre 1989 e 1994 exerceu como editor na revista Grande Reportagem.
Ao longo da sua carreira como editor, foi responsável pelo lançamento em território nacional de grandes nomes da literatura mundial, como Gabriel García Márquez, Mario Vargas Llosa, Philip Roth e John le Carré. Com efeito, a editora Cecília Andrade recordou que «o John le Carré, foi na Dom Quixote que passou a ser considerado um escritor literário, porque antes era um escritor de policiais, de thrillers políticos. Nelson de Matos foi, de facto, um visionário, uma pessoa que antes do seu tempo percebeu a importância dos escritores e de fazer um catálogo». Acrescentou que Nelson de Matos «foi um grande editor, que soube ver coisas que na altura os outros editores não viam, soube apostar nos autores portugueses, soube perceber a importância da comunicação. Eu quando entrei, em 1986, fui fazer comunicação, não havia ninguém nas editoras portuguesas dedicado exclusivamente à tarefa de lidar com a comunicação social». Foi igualmente director da Associação Portuguesa de Editores e Livreiros, Foi um dos principais intervenientes durante o grande processo de crescimento do romance português, na sequência da Revolução de 25 de Abril de 1974, tendo editado obras de grandes nomes nacionais, como António Lobo Antunes, Mário Cláudio e Lídia Jorge, além de escritores mais novos e de origem lusófona, incluindo o autor estrangeiro-português Antonio Tabucchi. Também se destacou pelo seu contributo para a formação de novos editores, e foi um crítico e ficcionista de realce nos anos 60 e 70, tendo sido responsável pela tradução da obra Portugal Amordaçado de Mário Soares, após a revolução de 1974.
Morreu em 8 de Junho de 2025, aos 79 anos, no Hospital Lusíadas, em Lisboa. Aquando do seu falecimento, foi considerado por Manuel Alberto Valente como «Um nome injustamente esquecido», tendo realçado a sua «importância enorme» para o ambiente editorial português. Recordou igualmente que «depois da morte da Snu Abecassis, em 1981, ele ficou com as publicações Dom Quixote e convidou-me para diretor editorial. E, de certa maneira, foi ele o responsável pelo facto de eu ter seguido essa vida que durou até há dois ou três anos». As Publicações Dom Quixote também emitiram uma nota de pesar, onde recordaram a sua importante carreira como editor: «Foi responsável pela edição e publicação, nesta casa, de alguns dos principais escritores de língua portuguesa e a quem devemos, todos sem excepção, a criação daquela que, ainda hoje, é conhecida como a grande casa dos autores portugueses». A sua morte foi igualmente lamentada pela Associação Portuguesa de Editores e Livreiros, que o classificou como um «editor de rara sensibilidade e visão» que «deixou uma marca indelével no panorama literário português, tendo contribuído decisivamente para a divulgação de autores como José Cardoso Pires, António Lobo Antunes, Manuel Alegre, Lídia Jorge ou Mário Cláudio, que tanto enriquecem o nosso património cultural», tendo acrescentado que «durante os anos em que desempenhou funções como diretor da APEL, distinguiu-se pelo seu empenho, generosidade e profundo compromisso com a dignificação do setor editorial e livreiro». O Presidente da República, Marcelo Rebelo de Sousa, publicou uma nota de pesar onde o recordou como «um dos nomes mais reconhecidos da edição em Portugal.